# قاي أندرسون
قاي أندرسون (بالإنجليزية: Guy Anderson)‏ هو رسام أمريكي، ولد في 20 نوفمبر 1906 في إدموندز في الولايات المتحدة، وتوفي في 1998.